# Jan Karaś
Jan Karaś (Krakau, 17 maart 1959) is een voormalig betaald voetballer uit Polen. Hij speelde als (aanvallende) middenvelder gedurende zijn carrière, en beëindigde zijn loopbaan in 1997 bij Dolcan Ząbki.

## Clubcarrière
Na zes seizoenen bij Legia Warschau te hebben gespeeld, verkaste Karaś in 1989 naar AE Larissa. Na twee seizoenen vertrok hij naar Finland, om in 1992 terug te keren in zijn vaderland.

## Interlandcarrière
Karaś speelde zeventien interlands voor de Poolse nationale ploeg, waarin hij één keer scoorde. Hij maakte zijn debuut op 29 augustus 1984 in Drammen tegen Noorwegen (1-1), net als doelpuntenmaker Ryszard Tarasiewicz. Karaś maakte als speler van Legia Warschau deel uit van de Poolse selectie, die deelnam aan de WK-eindronde 1986 in Mexico.
| Interlanddoelpunten | Interlanddoelpunten | Interlanddoelpunten | Interlanddoelpunten | Interlanddoelpunten | Interlanddoelpunten | Interlanddoelpunten | Interlanddoelpunten |
| #                   | Datum               | Locatie             | Wedstrijd           | Goal(s)             | Score               | Uitslag             | Wedstrijd           |
| ------------------- | ------------------- | ------------------- | ------------------- | ------------------- | ------------------- | ------------------- | ------------------- |
| 1                   | 07/10/1986          | Bydgoszcz           | Polen – Noord-Korea | 90'                 | 2 – 2               | 2 – 2               | Oefenduel           |

## Erelijst
Legia Warschau
- Pools bekerwinnaar

1989